# 新谷紫恩
新谷 紫恩（あらや しおん、2001年2月23日 - ）は、日本のヨーヨープレイヤー。北海道札幌市在住。

## 来歴
ハイパーヨーヨーが流行した2010年に、友人の影響でヨーヨーを始める
2015年のヨーヨー世界大会で1A部門では準優勝。2016年・2017年では優勝を飾っている。高校は北海道札幌南陵高等学校に学ぶ。高校時代には香港のヨーヨーチームに所属していた。
2023年5月時点、ヨーヨーメーカー『C3yoyodesign』に所属している。2019年4月に札幌学院大学法学部に入学。

## プレースタイル
ワンハンドストリングトリック部門で、高速プレイ、キレのある連続トリック、ホリゾンタルトリックを得意とする。高校時代のインタビューでは「完璧な演技をしつつ、音楽に合わせながらスピード感を生かしたヨーヨースタイルで、自分もみている人たちも楽しませられるような演技がしたいです」と述べている。